# Patientia (fartyg)
Patientia var ett danskt amiralsskepp som deltog i sjöslagen vid Kolberger Heide och vid Femern 1644. Hon togs i det senare slaget av de svenska skeppen Göteborg och Regina, varvid den danske amiralen Pros Mund stupade. Det var med Patientia som änkedrottning Maria Eleonora vid sin flykt ur landet fördes till Danmark.